# Rob van Reijn

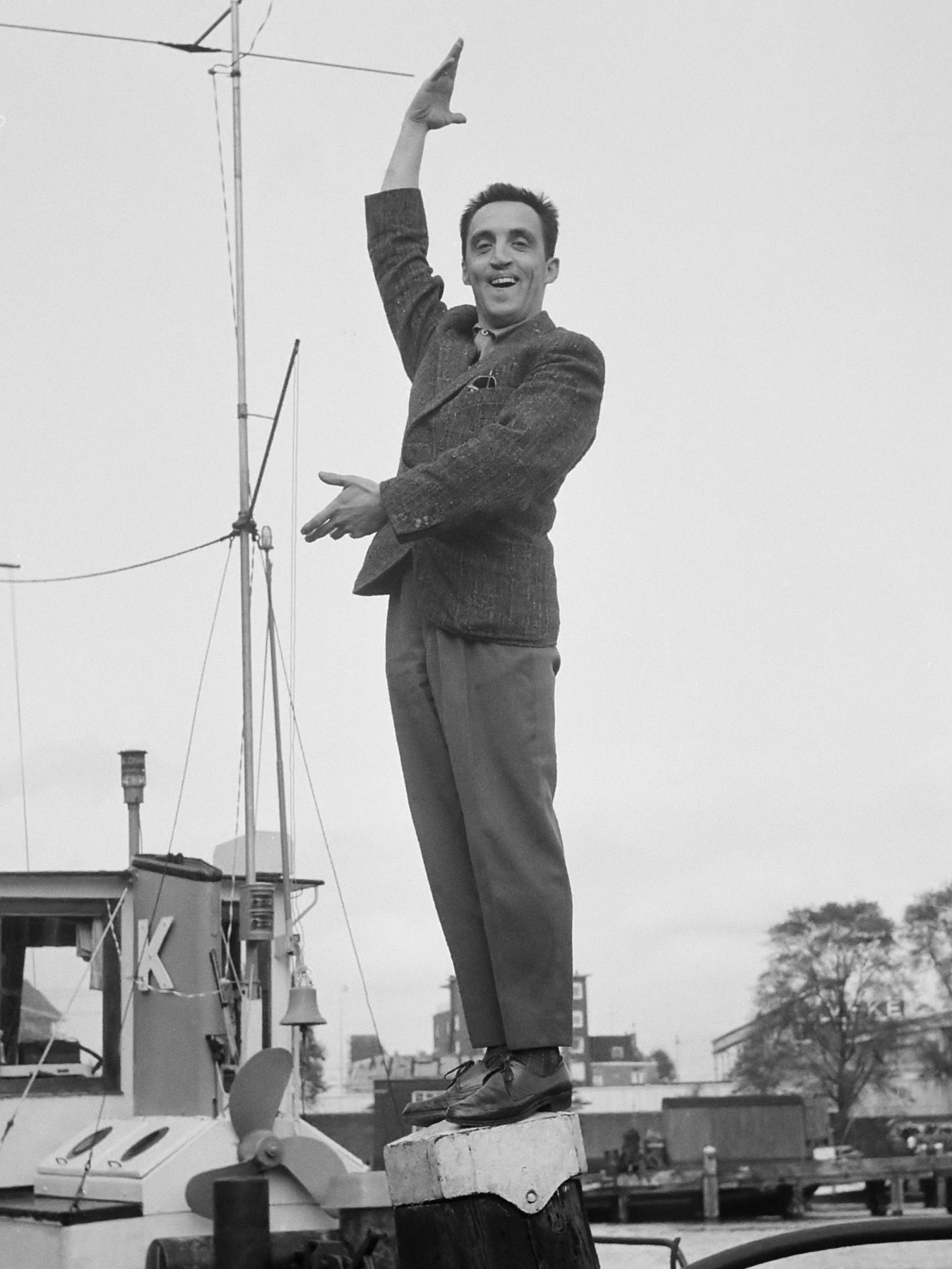
Rob van Reijn in 1961

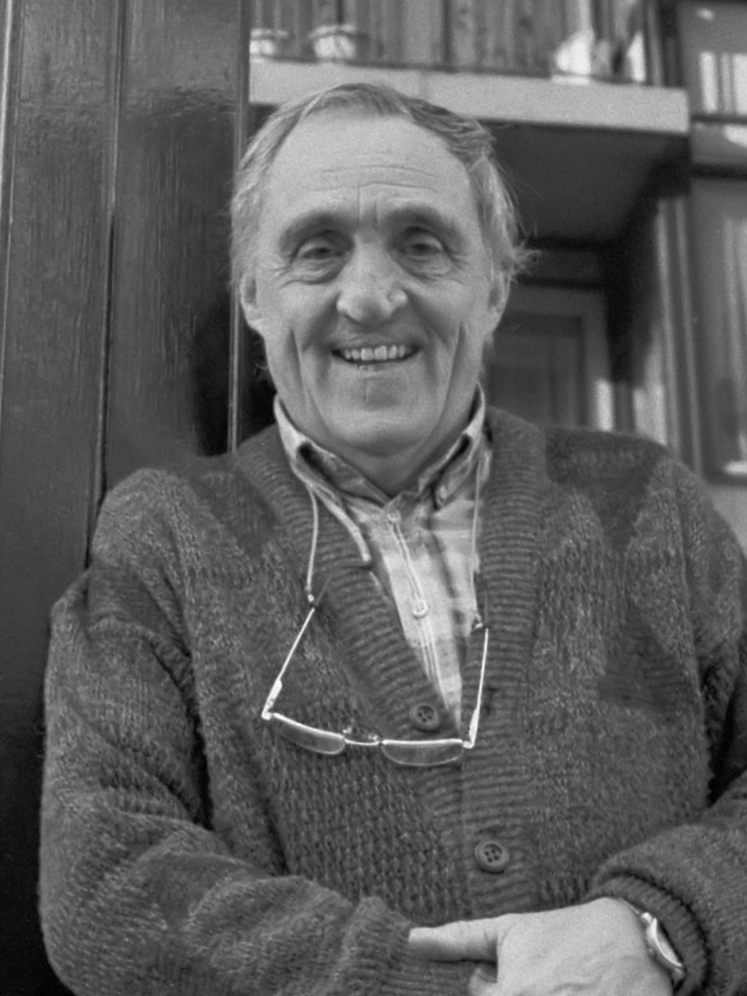
Rob van Reijn in 1989

Robert "Rob" van Reijn (Amsterdam, 6 april 1929 – aldaar, 15 november 2015) was een Nederlands pantomimespeler. In 1950 begonnen met optreden groeide hij in de loop der jaren uit tot verreweg de bekendste Nederlandse mimespeler ooit. Hij trad veelvuldig op in het theater en was regelmatig op de televisie te zien.
Van Reijn werd geboren met een schisis (hazenlip), waaraan hij meerdere keren is geopereerd. Hij wilde al op zeer jonge leeftijd clown worden. De beroemde Nederlandse clown Johan Buziau was zijn idool. Verder vond hij zijn inspiratie in het buitenland bij Charlie Chaplin en Stan Laurel.

## Loopbaan
In 1948 nam Rob van Reijn ballet-, acrobatiek- en toneellessen. In 1950 ging hij werken in nachtclub Domino en twee jaar later richtte hij met Lizzy Sara May en Jan Bronk de Nederlandse Pantomime Stichting op.
In 1954 ging hij als solist verder en werkte hij onder meer met het orkest van Malando. Als docent bewegingsleer onderwees hij onder anderen Ramses Shaffy en Joop Admiraal.
In 1967 werd Van Reijn artistiek leider van de Stichting Pantomime Theater Carrousel. Hierin kwamen diverse producties tot stand, zoals 'De vioolbouwer', 'Kasjtanka', 'Harlekinade' en 'Spaghetti van Menetti'.
Rob van Reijn was en is een belangrijk pleitbezorger van pantomime en mime, niet alleen door het maken van voorstellingen maar ook door het geven van cursussen, lessen en lezingen. In 1972 richtte hij het Rob van Reijn Theater op. In 1989 vierde hij zijn 40-jarig jubileum als pantomime speler met de voorstelling het Reijngoud Mysterie.
Hij was ook actief als acteur in de filmwereld. Zo speelde hij in 1972 in 'Het zwarte jaar van Zwarte Piet', in 1974 als loodgieter in 'Wet Dreams' en in 1980 speelde Rob een herbergier in de Nederlandse speelfilm 'Laat de dokter maar schuiven'.
Na zijn Nederlandse afscheidstournee in 2000 gaf hij een serie voorstellingen in Johannesburg en op een school in Soweto. Ruim 50 jaar had Van Reijn op de planken gestaan, zonder een woord uit te brengen. Na zijn pensionering zong hij enkele jaren als tenor in de Cappella van de Westerkerk in Amsterdam.
Na een ziekte overleed Rob van Reijn op 86-jarige leeftijd in zijn woonplaats Amsterdam.
Hij was initiatiefnemer van de Bolwerkenroute.

## Roman
In 2000 publiceerde Van Reijn de roman Voetlicht en vetpotten, over de pantomimespeler Jan van Well (1773-1818).

## Voorstellingen
- Kastjanka
- Reis om de wereld in 80 dagen
- L'Amfiparnaso (1986) (madrigaalkomedie van Orazio Vecchi i.s.m. het VU-Kamerkoor)
- Reijngoud Mysterie (1989) (jubileum voorstelling)
- Exegese (Solo voorstelling)
- Scrooge & Marley (Kerstvoorstelling)
- V.I.P. (Solo voorstelling)
- Don Quichotte

## Publicaties
- Rob van Reijn & Maarten Hell: De ommuurde stad. Langs de 17de-eeuwse bolwerken en stadspoorten van Amsterdam. Amsterdam, Uitgeverij Bas Lubberhuizen, 2014. ISBN 978-90-5937-374-7
- Rob van Reijn: Voetlicht & vetpotten. Roman over Jan van Well in en om de schouwburg. Een kroniek van Amsterdam 1772-1818. Schoorl, Conserve, 2000. ISBN 90-5429-122-2

- Bibliothèque nationale de France: cb14572093b (data)
- Gemeinsame Normdatei: 1046732927
- International Standard Name Identifier: 0000 0000 4675 5880
- Library of Congress Control Number: n2001037420
- Nederlandse Thesaurus van Auteursnamen: 068315694
- Virtual International Authority File: 49467672
- WorldCat: E39PBJdcBxJjDmQqW6ycJCWCcP